# Quod erat demonstrandum

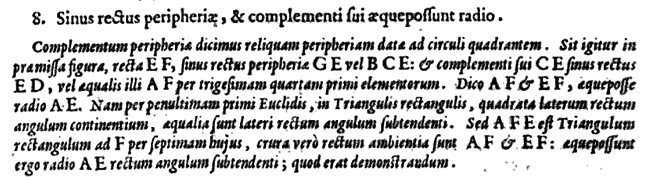
Gebruik van quod erat demonstrandum aan het eind van het stukje tekst. Philippus Lansbergen, Goniometriae triangulorum Liber I 8 (Hoekmeting van driehoeken, boek 1, 8), 1604

Quod erat demonstrandum (afgekort q.e.d.) is een Latijnse term die in het Nederlands kan worden vertaald met "hetgeen bewezen moest worden". De afkorting wordt vaak aan het einde van een logische redenering gebruikt, bijvoorbeeld in de wiskunde of filosofie, om aan te duiden dat hetgeen men wilde bewijzen, daadwerkelijk bewezen is.

## Oorsprong
Quod erat demonstrandum is een Latijnse vertaling van het Griekse ὅπερ ἔδει δεῖξαι (hóper édei deiksai; afgekort als ΟΕΔ), een uitdrukking die door wiskundigen als Euclides en Archimedes al werd gebruikt. De doorgaans gebruikte Latijnse vertaling is van de hand van de Italiaanse humanist Bartolomeo Zamberti, die Euclides' Elementae vertaalde in het Latijn en in 1505 in Venetië liet drukken. De Nederlandse filosoof en wiskundige Benedictus de Spinoza sloot in zijn werk Ethica Ordine Geometrica demonstrata (1677) zijn bewijzen meestal af met de afkorting Q.E.D.
Bij gebruik van deze frase denkt men aan een opgave (bijvoorbeeld in een examen) die moet worden opgelost. 
Opgave: Toon aan dat in een rechthoekige driehoek a²+b² gelijk is aan c².
Antwoord: .... en hieruit volgt dat a²+b² gelijk is aan c². Dat is wat ik moest aantonen.
De laatste zin kan dan worden vervangen door q.e.d.
Quod betekent wat, de wijs van demonstrandum is een gerundivum van verplichting (in combinatie met erat) van demonstrare, aantonen. Erat is een onvoltooid verleden tijd (indicatief imperfectum actief) van esse. Quod erat demonstrandum wordt daarom vertaald als "Wat moest worden bewezen".

## Alternatieven
Tegenwoordig wordt aan het einde van een bewijs in plaats van q.e.d. ook vaak het symbool ■ of het symbool □ gebruikt. Die symbolen zijn voorgesteld door de wiskundige Paul Halmos.
Wordt er een meetkundige constructie gevraagd, dan gebruikt men quod erat faciendum of quod erat construendum.
Als grapje wordt de afkorting ook weleens uitgelegd als Quite Easily Done ("nogal makkelijk gedaan"). In Nederlandstalige wiskundige redeneringen wordt soms met een humoristische noot afsluitend of in tussentijdse lemma's weleens wak (waarheid als een koe) geschreven.